# Eudonia albilinea
Eudonia albilinea là một loài bướm đêm trong họ Crambidae.